# Leucodon calycinus
Leucodon calycinus là một loài Rêu trong họ Leucodontaceae. Loài này được Hook. mô tả khoa học đầu tiên năm 1818.